# Vrhovo pri Šentlovrencu
Vrhovo pri Šentlovrencu – wieś w Słowenii, w gminie Trebnje. W 2018 roku liczyła 43 mieszkańców.